# گلاره ناظمی
گلاره ناظمی دیلمی (زادهٔ ۱۳۶۲ در تهران) داور ایرانی فوتسال بانوان و آقایان است.
برادر او نیز، کوپال ناظمی داور فوتبال است که در لیگ برتر فوتبال ایران قضاوت می‌کند. وی از سال ۲۰۱۴ به عنوان داور بین‌المللی انتخاب شد.
در تیر ۱۴۰۰، فیفا اعلام کرد، گلارهٔ ناظمی در رقابت‌های جام جهانی فوتسال ۲۰۲۱ لیتوانی به عنوان داور حضور داشت و برای نخستین بار بود که یک داور زن ایرانی رقابت‌های جام جهانی مردان را سوت  زد.

## داوری در جام‌جهانی فوتسال
گلاره ناظمی در کنار چهار داور زن دیگر در رقابت‌های جام جهانی فوتسال قضاوت کرد. جدا از تیم ایران، داوری فوتسال کشورمان نیز در جام جهانی نماینده دارد و ابراهیم محرابی افشار در کنار گلاره ناظمی دو داور ایرانی حاضر در این پیکارها بودند. این برای اولین بار بود که دو داور از ایران در این مسابقات سوت می‌زنند. همچنین برای اولین بار فیفا از ۵ داور زن برای قضاوت جام جهانی مردان استفاده کرد. در شرایطی که ۳۹ داور از ۶ قاره برای قضاوت در این رقابت‌ها برگزیده شدند، گلاره ناظمی از ایران در کنار چهار داور زن دیگر در مسابقات جام جهانی ۲۰۲۱ قضاوت کرد. براساس اعلام سایت فیفا، گلاره ناظمی برای اولین‌بار به عنوان داور اول مصاف تیم‌های ملی مصر و گواتمالا را سوت زد که در این دیدار ابراهیم محرابی افشار به عنوان داور دوم، کمک ناظمی بود تا یک کوبل ایرانی مسئولیت قضاوت این مسابقه را برعهده داشته باشند. نکتهٔ جالب بعد از پایان این مسابقه این مسابقه بود. در حاشیه این مسابقه، فاطمه سامورا ، دبیرکل فدراسیون جهانی فوتبال با ناظمی دیدار کرد و به خاطر قضاوت در رقابتهای جام جهانی فوتسال به وی تبریک گفت و آرزوی موفقیت در مسابقات پیش رو برای ناظمی کرد. در ادامه گلاره ناظمی به همراه ابراهیم افشار ، بازی حساس لیتوانی، میزبان جام‌جهانی و کاستاریکا را سوت زدند. وهیمنطور داور چهارم فینال جام جهانی فوتسال را برعهده داشت.

## تجربیات داوری
- قضاوت در لیگ برتر فوتسال بانوان[۱۴]
- بازی‌های جنوب شرقی آسیا در سال[۱۴]۲۰۰۱
- داور بازی فینال فوتسال دختران در المپیک جوانان در مهر ۹۷[۱۴]
- قضاوت فوتسال زنان در بازی‌های آسیایی داخل سالن و هنرهای رزمی ۲۰۱۷
- قضاوت در بازی‌های فوتسال دانشجویان مردان[۱۴]
- قضاوت در بازی‌های فوتسال جام باشگاه‌های جهان مردان ۲۰۱۹ در تایلند[۱۵]
- قضاوت در اولین دوره جام ملتهای فوتسال زنان اروپا در سال ۲۰۱۹ در پرتغال[۱۶][۱۷]
- انتخاب در بین ۱۰ داور برتر (زنان و مردان) فوتسال دنیا در سال[۱۸]۲۰۱۸
- قضاوت بازی مصر و گواتمالا در جام جهانی فوتسال مردان، ۲۰۲۱ در لیتوانی[۱۹]

## زندگی‌نامه
گلاره ناظمی دیلمی در اسفند ۱۳۶۲ در تهران متولد شده‌است. وی پیش از ورود به این حرفه، بازیکن فوتبال بوده و در سن ۱۷ سالگی با حمایت خانواده و به پیشنهاد برادرش کوپال ناظمی که از داوران فوتبال است، در کلاس‌های داوری ثبت نام می‌کند.  گلاره ناظمی داوری را ابتدا با فوتبال و بعد با قضاوت در لیگ برتر فوتسال بانوان آغاز کرد. وی در رقابت‌های فوتسال جام باشگاه‌های جهان مردان ۲۰۱۹ در تایلند به عنوان داور اول مسابقه تیم‌های بارسلونا برابر شنزن چین، نماینده تایلند در برابر تیم بوکاجونیورز آرژانتین، شنزن چین در برابر منگوس برزیل و دیدار پایانی مسابقات را قضاوت کرد.